# 派恩滕
派恩滕是德国巴伐利亚州的一个市镇。总面积13.78平方公里，总人口2184人，其中男性1125人，女性1059人（2011年12月31日），人口密度158人/平方公里。